# La Libertad (Paita)
La Libertad es un caserío peruano ubicado en el distrito de Tamarindo, perteneciente a la provincia de Paita del departamento de Piura, al norte del Perú. 

## Ubicación
La Libertad se ubica al norte de la provincia de Paita, en el distrito de Tamarindo, en el departamento de Piura. 

## Demografía
En 2017 La Libertad tenía una población de 1461 habitantes.
| Gráfica de evolución demográfica de La Libertad entre 1993 y 2017 |
|                                                                   |
| Fuentes: Población 1993 y 2017                                    |